# Креси (Мазовецьке воєводство)
Креси (пол. Kresy) — село в Польщі, у гміні Сецехув Козеницького повіту Мазовецького воєводства.
У 1975-1998 роках село належало до Радомського воєводства.